# ایفیگنیا ۱۱۲
سیارک ۱۱۲ (به انگلیسی: 112 Iphigenia) صد و دوازدهمین سیارک کشف شده‌است که در ۱۹ سپتامبر ۱۸۷۰ کشف شد.
قدر مطلق سیارک برابر ۹٫۸۴ است.